# رکوردهای فوتبال در ایتالیا
این صفحه حاوی رکوردهای فوتبال در ایتالیا می‌باشد.

## رکوردهای باشگاهی

### بیشترین قهرمانی
- ۳۶, یوونتوس

#### قهرمانی متوالی
- ۹, یوونتوس (۲۰۱۱–۱۲، ۲۰۱۹–۲۰)
- ۵, یوونتوس (۱۹۳۰–۳۱، ۱۹۳۴–۳۵)
- ۵, تورینو (۱۹۴۲–۴۳، ۱۹۴۵–۴۶، ۱۹۴۸–۴۹)[۱]
- ۵, اینتر (۲۰۰۵–۰۶، ۲۰۰۹–۱۰)[۲]

### بیشترین حضور در سری آ
- ۹۳, اینتر

### بیشترین حضور در سری بی
- ۶۶, برشا

### بیشترین امتیاز در یک فصل
۲ تیم در دور نهایی (۲ امتیاز برای هر پیروزی) ۱۹۲۸–۲۹
- ۴, بولونیا

۶ تیم در دور نهایی (۲ امتیاز برای هر پیروزی) ۱۹۲۶–۲۷
- ۱۴, تورینو

۸ تیم در دور نهایی (۲ امتیاز برای هر پیروزی) ۱۹۲۷-۲۸ - ۱۹۴۵-۴۶
- ۲۲, تورینو ۱۹۴۵–۴۶

۱۶ تیم (۲ امتیاز برای هر پیروزی) ۱۹۳۴–۳۵ تا ۱۹۴۲-۴۳ - ۱۹۶۷-۶۸ تا سال ۱۹۸۷–۸۸
- ۵۱, یوونتوس ۱۹۷۶–۷۷

۱۸ تیم (۲ امتیاز برای هر پیروزی) ۱۹۲۹–۳۰ تا ۱۹۳۳-۳۴ - ۱۹۵۲-۵۳ تا سال ۱۹۶۶-۶۷ - ۱۹۸۸-۸۹ تا ۱۹۹۳–۹۴
- ۵۸, اینتر ۱۹۸۸–۸۹

۱۸ تیم (۳ امتیاز برای هر پیروزی) ۱۹۹۴–۹۵ به ۲۰۰۳–۰۴
- ۸۲, میلان ۲۰۰۳–۰۴

۲۰ تیم (۲ امتیاز برای هر پیروزی) ۱۹۴۶–۴۷ - سال ۱۹۴۸–۴۹ تا ۱۹۵۱–۵۲
- ۶۳, تورینو ۱۹۴۶–۴۷

۲۰ تیم (۳ امتیاز برای هر پیروزی) ۲۰۰۴–۰۵ تا به حال
- ۱۰۲, یوونتوس ۲۰۱۳–۱۴

۲۱ تیم (۲ امتیاز برای هر پیروزی) ۱۹۴۷–۴۸
- ۶۵, تورینو

### بیشترین پیروزی متوالی
- ۱۷, اینتر ۲۰۰۶–۰۷
- ۱۵, یوونتوس ۲۰۱۵–۱۶
- ۱۳, ناپولی ۲۰۱۶–۱۷ الی ۲۰۱۷–۱۸
- ۱۳, یوونتوس ۲۰۱۳–۱۴ الی ۲۰۱۴–۱۵
- ۱۲, یوونتوس ۲۰۱۳–۱۴
- ۱۱, رم ۲۰۰۵–۰۶ و ۲۰۱۲–۱۳ الی ۲۰۱۳–۱۴
- ۱۱, لاتزیو ۲۰۱۹–۲۰
- ۱۱, اینتر ۲۰۲۰–۲۰۲۱
- ۱۱, ناپولی ۲۰۲۲–۲۰۲۳
- ۱۰, یوونتوس ۱۹۳۱–۳۲ و ۲۰۱۵–۱۶
- ۱۰, میلان ۱۹۵۰–۵۱ و ۱۹۸۹–۹۰
- ۱۰, بولونیا ۱۹۶۳–۶۴
- ۱۰, اینتر ۲۰۲۳-۲۴

### بیشترین پیروزی متوالی خانگی
- ۳۳, یوونتوس ۲۰۱۵–۱۶ الی ۲۰۱۶–۱۷

### بیشترین پیروزی متوالی خارج از خانه
- ۱۲, رم  ۲۰۱۶–۱۷ الی ۲۰۱۷–۱۸

### طولانی‌ترین پیروزی متوالی از شروع فصل سری آ
- ۱۰, رم ۲۰۱۳–۱۴

### طولانی‌ترین پیروزی متوالی بدون گل خورده از شروع سری آ
- ۵, یوونتوس ۲۰۱۴–۱۵

### بیشترین پیروزی از شروع نیم فصل دوم سری آ
- ۱۱, اینتر ۲۰۲۰–۲۱

### بیشترین برد در یک فصل
- ۳۳, یوونتوس ۲۰۱۳–۱۴ (۳۸ مسابقه)
- ۳۰, اینتر ۲۰۰۶–۰۷ (۳۸ مسابقه)
- ۳۰, یوونتوس ۲۰۱۷–۱۸ (۳۸ مسابقه)
- ۲۹, یوونتوس ۲۰۱۵–۱۶ و ۲۰۱۶–۱۷ (۳۸ مسابقه)
- ۲۹, اینتر ۲۰۲۳-۲۴ (۳۸ مسابقه)
- ۲۹, تورینو ۱۹۴۷–۴۸ (۴۰ مسابقه)
- ۲۸, تورینو ۱۹۴۶–۴۷ (۳۸ مسابقه)
- ۲۸, یوونتوس ۱۹۴۹–۵۰ و ۲۰۱۸–۱۹ (۳۸ مسابقه)
- ۲۸, میلان ۲۰۰۵–۰۶ (۳۸ مسابقه)
- ۲۸, ناپولی ۲۰۱۷–۱۸ و ۲۰۲۲–۲۳ (۳۸ مسابقه)
- ۲۸, اینتر ۲۰۲۰–۲۱ (۳۸ مسابقه)

### بیشترین شکست در یک فصل
- ۲۹, بنونتو ۲۰۱۷-۱۸ (۳۸ مسابقه)

### بیشترین پیروزی خانگی در یک فصل
- ۱۹, یوونتوس ۲۰۱۳–۱۴ (۱۹ مسابقه)

### بیشترین پیروزی خارج از خانه در یک فصل
- ۱۶, میلان ۲۰۲۰–۲۱ (۱۹ مسابقه)

### بیشترین پیروزی در مسابقات
- ۱,۷۱۶، یوونتوس[۳]
- ۱,۵۹۷, اینتر
- ۱,۵۰۷, میلان
- ۱,۳۱۶, رم
- ۱,۱۶۰, فیورنتینا

### بیشترین تعداد گل
- ۵,۴۴۴, یوونتوس[۳]
- ۵,۳۸۵, اینتر
- ۵,۰۸۸, میلان
- ۴,۵۷۵, رم
- ۴,۰۸۸, فیورنتینا

### بیشترین تعداد گل در یک فصل
۲۱ تیم
- ۱۲۵, تورینو, ۱۹۴۷–۴۸

۲۰ تیم
- ۱۱۸, میلان, ۱۹۴۹–۵۰

۱۸ تیم
- ۹۵, فیورنتینا, ۱۹۵۸–۵۹

۱۶ تیم
- ۷۵, یوونتوس, ۱۹۴۲–۴۳

### طولانی‌ترین روند شکست ناپذیری
- ۵۸, میلان, ۱۹۹۰–۹۱ الی ۱۹۹۲–۹۳ (۲۶ مه ۱۹۹۱, ۰–۰ در مقابل پارما; ۲۱ مارس ۱۹۹۳, ۰–۱ در مقابل پارما)
- ۴۹, یوونتوس, ۲۰۱۰–۱۱ الی ۲۰۱۲–۱۳ (۲۲ مه ۲۰۱۱, ۲–۲ در مقابل ناپولی; ۳ نوامبر ۲۰۱۲, ۱–۳ در مقابل اینتر)

### طولانی‌ترین شکست ناپذیری در یک فصل سری آ
۱۶ تیم
- ۳۰, پروجا, ۱۹۷۸–۷۹

۱۸ تیم
- ۳۴, میلان, ۱۹۹۱–۹۲

۲۰ تیم
- ۳۸, یوونتوس, ۲۰۱۱–۱۲

## رکوردهای فردی
بازیکنانی که با پررنگ مشخص شده‌اند، هنوز در سری آ فعال هستند.

### بیشترین قهرمانی

#### ۱۰ قهرمانی
- جانلوئیجی بوفون (همه با یوونتوس)

#### ۹ قهرمانی
- جورجو کیه‌لینی (همه با یوونتوس)
- لئوناردو بونوچی (۱ با اینتر + ۸ با یوونتوس)

#### ۸ قهرمانی
- ویرجینیو روستا (۲ با پرو ورچلی + ۶ با یوونتوس)
- جووانی فراری (۵ با یوونتوس + ۲ با اینتر + ۱ با بولونیا)
- جوزپه فورینو (همه با یوونتوس)
- آندره‌آ بارتزالی (همه با یوونتوس)

#### ۷ قهرمانی
- روبرتو بتگا (همه با یوونتوس)
- الساندرو کاستاکورتا (همه با میلان)
- چیرو فرارا (۲ با ناپولی + ۵ با یوونتوس)
- پائولو مالدینی (همه با میلان)
- گائتانو شیره‌آ (همه با یوونتوس)
- استفان لیختشتاینر (همه با یوونتوس)
- کلودیو مارکیزیو (همه با یوونتوس)

#### ۶ قهرمانی
- جویدو آرا (همه با پرو ورچلی)
- آنتونلو کوکورددو (همه با یوونتوس)
- ادوارد پاستور (همه با جنوا)
- جیمز ریچاردسون اسپنسلی (همه با جنوا)
- کلائودیو جنتیله (همه با یوونتوس)
- فرانکو بارزی (همه با میلان)
- آنتونیو کابرینی (همه با یوونتوس)
- فرانکو کاوسیو (همه با یوونتوس)
- دینو زوف (هم با یوونتوس)
- روبرتو دونادونی (همه با میلان)
- دژان استانکوویچ (۵ با اینتر + ۱ با لاتزیو)
- والتر ساموئل (۵ با اینتر + ۱ با رم)
- الساندرو دل پیرو (همه با یوونتوس)
- گولیلمو گابتو (۱ با یوونتوس + ۵ با تورینو)
- آندره‌آ پیرلو (۲ با میلان + ۴ با یوونتوس)
- کوادوو آساموا (همه با یوونتوس)
- مارتین کاسرس (همه با یوونتوس)
- خوان کوادرادو (۵ با یوونتوس + ۱ با اینتر)

### بیشترین قهرمانی متوالی
- جورجو کیه‌لینی: ۹ (۲۰۱۲–۲۰, همه با یوونتوس)

### مسن ترین بازیکنی که موفق به قهرمانی شده است
- جانلوئیجی بوفون: ۴۲ سال (۲۰۱۹–۲۰۲۰)

### تعداد حضور
۱۰ بازیکن برتر با بیشترین حضور, (فقط بازی های فصل عادی سری آ)
به روز شده در 24  می 2025

### چهار بازیکن برتر از نظر بیشترین حضور، همچنان فعال در سری آ (فقط بازی‌های فصل عادی سری آ)
به روز شده در 24 می 2025
| رتبه | ملیت     | بازیکن          | سال ها    | بازی ها | گل ها |
| ---- | -------- | --------------- | --------- | ------- | ----- |
| ۱    | ایتالیا  | جانلوئیجی بوفون | ۱۹۹۵–۲۰۲۱ | ۶۵۷     | –     |
| ۲    | ایتالیا  | پائولو مالدینی  | ۱۹۸۴–۲۰۰۹ | ۶۴۷     | ۲۹    |
| ۳    | ایتالیا  | فرانچسکو توتی   | ۱۹۹۲–۲۰۱۷ | ۶۱۹     | ۲۵۰   |
| ۴    | آرژانتین | خاویر زانتی     | ۱۹۹۵–۲۰۱۴ | ۶۱۵     | ۱۲    |
| ۵    | ایتالیا  | جانلوکا پالیوکا | ۱۹۸۷–۲۰۰۷ | ۵۹۲     | –     |
| ۶    | ایتالیا  | دینو زوف        | ۱۹۶۹–۱۹۸۳ | ۵۷۰     | –     |
| ۷    | اسلوونی  | سمیر هاندانوویچ | ۲۰۰۵–۲۰۲۳ | ۵۶۶     | –     |
| ۸    | ایتالیا  | پیترو ویرکووود  | ۱۹۸۰–۲۰۰۰ | ۵۶۲     | ۳۸    |
| ۹    | ایتالیا  | فابیو کوالیارلا | ۱۹۹۹–۲۰۲۳ | ۵۵۶     | ۱۸۲   |
| ۱۰   | ایتالیا  | روبرتو مانچینی  | ۱۹۸۱–۲۰۰۰ | ۵۴۱     | ۱۵۶   |

| رتبه | ملیت               | نام               | سال‌های فعالیت | تعداد گل‌ها | تعداد حضور | میانگین گل برای هر بازی |
| ---- | ------------------ | ----------------- | ------------- | ---------- | ---------- | ----------------------- |
| ۱    | ایتالیا            | سیلویو پیولا      | ۱۹۲۹–۱۹۵۴     | ۲۷۴        | ۵۳۷        | 0.51                    |
| ۲    | ایتالیا            | فرانچسکو توتی     | ۱۹۹۲–         | ۲۴۸        | ۶۰۱        | 0.41                    |
| ۳    | سوئد               | گونار نوردال      | ۱۹۴۸–۱۹۵۸     | ۲۲۵        | ۲۹۱        | 0.77                    |
| ۴    | ایتالیا            | جوزپه مئاتزا      | ۱۹۲۹–۱۹۴۷     | ۲۱۶        | ۳۶۷        | 0.59                    |
| ۴    | برزیل · ایتالیا    | خوزه آلتافینی     | ۱۹۵۸–۱۹۷۶     | ۲۱۶        | ۴۵۹        | 0.47                    |
| ۶    | ایتالیا            | آنتونیو دی ناتاله | ۲۰۰۲–۲۰۱۶     | ۲۰۹        | ۴۴۵        | 0.47                    |
| ۷    | ایتالیا            | روبرتو باجو       | ۱۹۸۵–۲۰۰۴     | ۲۰۵        | ۴۵۲        | 0.45                    |
| ۸    | سوئد               | کرت همرین         | ۱۹۵۶–۱۹۷۱     | ۱۹۰        | ۴۰۰        | 0.48                    |
| ۹    | ایتالیا            | جوزپه سینیوری     | ۱۹۹۱–۲۰۰۴     | ۱۸۸        | ۳۴۴        | 0.55                    |
| ۹    | ایتالیا            | آلساندرو دل‌پیرو   | ۱۹۹۳–۲۰۱۲     | ۱۸۸        | ۴۷۸        | 0.39                    |
| ۹    | ایتالیا            | آلبرتو جیلاردینو  | ۱۹۹۹–         | ۱۸۸        | ۴۹۷        | 0.38                    |
| ۱۲   | آرژانتین           | گابریل باتیستوتا  | ۱۹۹۱–۲۰۰۳     | ۱۸۴        | ۳۱۸        | 0.58                    |
| ۱۳   | ایتالیا            | جیامپیرو بونیپرتی | ۱۹۴۶–۱۹۶۱     | ۱۷۸        | ۴۴۳        | 0.4                     |
| ۱۴   | ایتالیا            | آمدئو آمادی       | ۱۹۳۶–۱۹۵۶     | ۱۷۴        | ۴۲۳        | 0.41                    |
| ۱۵   | ایتالیا            | جوسپه ساوولدی     | ۱۹۶۵–۱۹۸۲     | ۱۶۸        | ۴۰۵        | 0.41                    |
| ۱۶   | ایتالیا            | گولیلمو گابتو     | ۱۹۳۴–۱۹۴۹     | ۱۶۷        | ۳۲۲        | 0.52                    |
| ۱۷   | ایتالیا            | روبرتو بونینسنیا  | ۱۹۶۵–۱۹۷۹     | ۱۶۳        | ۳۶۶        | 0.45                    |
| ۱۸   | ایتالیا            | لوکا تونی         | ۲۰۰۰–۲۰۱۶     | ۱۵۷        | ۳۴۴        | 0.46                    |
| ۱۹   | ایتالیا            | لوئیجی ریوا       | ۱۹۶۴–۱۹۷۶     | ۱۵۶        | ۲۸۹        | 0.54                    |
| ۱۹   | ایتالیا            | فیلیپو اینزاگی    | ۱۹۹۵–۲۰۱۲     | ۱۵۶        | ۳۷۰        | 0.42                    |
| ۱۹   | ایتالیا            | روبرتو مانچینی    | ۱۹۸۱–۲۰۰۰     | ۱۵۶        | ۵۴۱        | 0.29                    |
| ۲۲   | برزیل              | لوئیز وینیسیو     | ۱۹۵۵–۱۹۶۸     | ۱۵۵        | ۳۴۸        | 0.45                    |
| ۲۲   | ایتالیا            | کارلو رجوزونی     | ۱۹۲۹–۱۹۴۸     | ۱۵۵        | ۴۰۱        | 0.39                    |
| ۲۴   | فرانسه             | ایستوان نیرز      | ۱۹۴۸–۱۹۵۶     | ۱۵۳        | ۲۳۶        | 0.65                    |
| ۲۴   | آرژانتین           | هرنان کرسپو       | ۱۹۹۶–۲۰۱۲     | ۱۵۳        | ۳۴۰        | 0.45                    |
| ۲۶   | ایتالیا            | آدریانو باستو     | ۱۹۴۶–۱۹۵۸     | ۱۴۹        | ۳۲۹        | 0.45                    |
| ۲۷   | آرژانتین · ایتالیا | عمر سیووری        | ۱۹۵۷–۱۹۶۹     | ۱۴۷        | ۲۷۸        | 0.53                    |
| ۲۸   | ایتالیا            | کریستین ویری      | ۱۹۹۱–۲۰۰۹     | ۱۴۲        | ۲۶۴        | 0.54                    |
| ۲۸   | ایتالیا            | بنیتو لورنزی      | ۱۹۴۷–۱۹۵۹     | ۱۴۲        | ۳۳۰        | 0.43                    |
| ۲۸   | ایتالیا            | مارکو دی وایو     | ۱۹۹۴–۲۰۱۲     | ۱۴۲        | ۳۴۲        | 0.42                    |
| ۲۸   | ایتالیا            | پاولو پولیچ       | ۱۹۶۷–۱۹۸۵     | ۱۴۲        | ۴۰۱        | 0.35                    |

ده گلزن برتر که هنوز فعال هستند
به روز شده تا ۱۵ مه ۲۰۱۶
| رتبه | رتبه کلی | ملیت     | نام                       | سال شروع | باشگاه فعلی | گل‌ها | حضور | میانگین |
| ---- | -------- | -------- | ------------------------- | -------- | ----------- | ---- | ---- | ------- |
| ۱    | ۲        | ایتالیا  | فرانچسکو توتی(بازنشست شد) | ۱۹۹۲     | رم          | ۲۴۸  | ۶۰۱  | 0.41    |
| ۲    | ۹        | ایتالیا  | آلبرتو جیلاردینو          | ۲۰۰۰     | پالرمو      | ۱۸۸  | ۴۹۷  | 0.38    |
| ۳    | ۱۸       | ایتالیا  | آنتونیو کاسانو            | ۱۹۹۹     | سمپدوریا    | ۱۱۳  | ۴۰۰  | 0.28    |
| ۴    | ۷۹       | ایتالیا  | سرجو پلیسیر               | ۲۰۰۲     | کیه‌وو       | ۹۸   | ۳۹۱  | 0.25    |
| ۵    | ۸۳       | ایتالیا  | فابیو کواجلیارلا          | ۱۹۹۹     | سمپدوریا    | ۹۶   | ۳۳۰  | 0.29    |
| ۶    | ۱۱۹      | اسلواکی  | مارک همشیک                | ۲۰۰۴     | ناپولی      | ۸۱   | ۳۲۰  | 0.25    |
| ۷    | n/a      | ایتالیا  | آلساندرو ماتری            | ۲۰۰۲     | لاتزیو      | ۷۹   | ۲۶۵  | 0.3     |
| ۷    | n/a      | ایتالیا  | مارکو بوریلو              | ۲۰۰۲     | آتالانتا    | ۷۹   | ۲۸۹  | 0.27    |
| ۹    | n/a      | آرژانتین | رودریگو پالاسیو           | ۲۰۰۹     | اینتر       | ۷۴   | ۲۱۵  | 0.34    |
| ۹    | n/a      | ایتالیا  | ماسیمو ماکارون            | ۲۰۰۴     | امپولی      | ۷۴   | ۲۴۳  | 0.3     |

#### بیشترین تعداد گل از روی نقطهٔ پنالتی
پنج پنالتی زن برتر
به روز شده تا ۱۵ مه ۲۰۱۶
بازیکان با فونت درشت هنوز فعال هستند
| رتبه | ملیت    | نام             | گل‌ها |
| ---- | ------- | --------------- | ---- |
| ۱    | ایتالیا | فرانچسکو توتی   | ۶۹   |
| ۲    | ایتالیا | روبرتو باجو     | ۶۸   |
| ۳    | ایتالیا | آلساندرو دل‌پیرو | ۵۰   |
| ۴    | ایتالیا | جوسپه ساوولدی   | ۴۵   |
| ۵    | ایتالیا | جوزپه سینیوری   | ۴۴   |

#### بیشترین گل‌ها از ضربهٔ آزاد
ده بازیکن برتر زننده گل از روی ضربهٔ آزاد
به روز شده تا ۱۵ مه ۲۰۱۶
بازیکان با فونت درشت هنوز فعال هستند
| رتبه | ملیت     | نام               | گل‌ها |
| ---- | -------- | ----------------- | ---- |
| ۱    | صربستان  | سینیشا میهایلوویچ | ۲۸   |
| ۱    | ایتالیا  | آندره‌آ پیرلو      | ۲۸   |
| ۳    | ایتالیا  | آلساندرو دل‌پیرو   | ۲۲   |
| ۴    | ایتالیا  | روبرتو باجو       | ۲۱   |
| ۴    | ایتالیا  | فرانچسکو توتی     | ۲۱   |
| ۶    | ایتالیا  | جان‌فرانکو زولا    | ۲۰   |
| ۷    | آرژانتین | دیگو مارادونا     | ۱۴   |
| ۸    | ایتالیا  | انریکو کیسا       | ۱۳   |
| ۸    | فرانسه   | میشل پلاتینی      | ۱۳   |
| ۸    | اروگوئه  | آلوارو رکوبا      | ۱۳   |

### حضور
سی بازیکن رکورددار حضور در سری‌آ

به روز شده در ۱۵ مارس ۲۰۱۶
بازیکنان پررنگ هنوز فعال هستند
| رتبه | ملیت            | نام                 | سال‌های فعالیت | حضور | گل  |
| ---- | --------------- | ------------------- | ------------- | ---- | --- |
| ۱    | ایتالیا         | پائولو مالدینی      | ۱۹۸۴–۲۰۰۹     | ۶۴۷  | ۲۹  |
| ۲    | آرژانتین        | خاویر زانتی         | ۱۹۹۵–۲۰۱۴     | ۶۱۵  | ۱۲  |
| ۳    | ایتالیا         | فرانچسکو توتی       | ۱۹۹۲–         | ۶۰۱  | ۲۴۸ |
| ۴    | ایتالیا         | جان لوکا پالیوکا    | ۱۹۸۷–۲۰۰۷     | ۵۹۲  | -   |
| ۵    | ایتالیا         | جانلوئیجی بوفون     | ۱۹۹۵–         | ۵۸۹  | -   |
| ۶    | ایتالیا         | دینو زوف            | ۱۹۶۱–۱۹۸۳     | ۵۷۰  | -   |
| ۷    | ایتالیا         | پیترو ویرکووود      | ۱۹۸۰–۲۰۰۰     | ۵۶۲  | ۳۸  |
| ۸    | ایتالیا         | روبرتو مانچینی      | ۱۹۸۱–۲۰۰۰     | ۵۴۱  | ۱۵۶ |
| ۹    | ایتالیا         | سیلویو پیولا        | ۱۹۲۹–۱۹۵۴     | ۵۳۷  | ۲۷۴ |
| ۱۰   | ایتالیا         | انریکو آلبرتوسی     | ۱۹۵۸–۱۹۸۰     | ۵۳۲  | -   |
| ۱۱   | ایتالیا         | جانی ریورا          | ۱۹۵۸–۱۹۷۹     | ۵۲۷  | ۱۲۸ |
| ۱۲   | ایتالیا         | جوزپه برگومی        | ۱۹۸۰–۱۹۹۹     | ۵۱۹  | ۲۳  |
| ۱۳   | ایتالیا         | چرو فررارا          | ۱۹۸۴–۲۰۰۵     | ۵۰۰  | ۲۷  |
| ۱۴   | ایتالیا         | آلبرتو جیلاردینو    | ۱۹۹۹–         | ۴۹۷  | ۱۸۸ |
| ۱۵   | ایتالیا         | جووانی گالی         | ۱۹۷۷–۱۹۹۵     | ۴۹۶  | -   |
| ۱۶   | ایتالیا         | تارچسیو بورنییک     | ۱۹۵۸–۱۹۷۶     | ۴۹۴  | ۶   |
| ۱۷   | ایتالیا         | آندره‌آ پیرلو        | ۱۹۹۴–۲۰۱۵     | ۴۹۳  | ۵۸  |
| ۱۸   | ایتالیا         | جوسپه فاوالی        | ۱۹۸۹–۲۰۱۰     | ۴۸۶  | ۷   |
| ۱۹   | ایتالیا         | آلساندرو دل‌پیرو     | ۱۹۹۳–۲۰۱۲     | ۴۷۸  | ۱۸۸ |
| ۱۹   | ایتالیا         | جانکارلو د سیستی    | ۱۹۶۰–۱۹۷۹     | ۴۷۸  | ۵۰  |
| ۱۹   | ایتالیا         | آنجلو پروتزی        | ۱۹۸۷–۲۰۰۷     | ۴۷۸  | -   |
| ۲۲   | ایتالیا         | جاچینتو فاکتی       | ۱۹۶۰–۱۹۷۸     | ۴۷۵  | ۵۹  |
| ۲۳   | ایتالیا         | فرانکو بارزی        | ۱۹۷۷–۱۹۹۷     | ۴۷۰  | ۱۲  |
| ۲۴   | ایتالیا         | پیترو فرراریس       | ۱۹۲۹–۱۹۵۰     | ۴۶۹  | ۱۲۳ |
| ۲۵   | ایتالیا         | سرجو چرواتو         | ۱۹۴۸–۱۹۶۴     | ۴۶۶  | ۴۵  |
| ۲۶   | ایتالیا         | فرانکو کاوسیو       | ۱۹۶۷–۱۹۸۶     | ۴۶۰  | ۶۶  |
| ۲۷   | برزیل · ایتالیا | خوزه آلتافینی       | ۱۹۵۸–۱۹۷۶     | ۴۵۹  | ۲۱۶ |
| ۲۸   | ایتالیا         | الساندرو کاستاکورتا | ۱۹۸۷–۲۰۰۷     | ۴۵۸  | ۳   |
| ۲۹   | ایتالیا         | روبرتو باجو         | ۱۹۸۵–۲۰۰۴     | ۴۵۲  | ۲۰۵ |
| ۳۰   | فرانسه          | سباستین فری         | ۱۹۹۸–۲۰۱۳     | ۴۴۶  | -   |

ده بازیکن با بیشترین سابقه حضور که هنوز فعال هستند
به روز شده در ۱۵ مارس ۲۰۱۶
| رتبه | رتبه اصلی | ملیت    | نام              | سال شروع | تیم فعلی  | حضور | گل‌ها |
| ---- | --------- | ------- | ---------------- | -------- | --------- | ---- | ---- |
| ۱    | ۳         | ایتالیا | فرانچسکو توتی    | ۱۹۹۲     | آ. اس. رم | ۶۰۱  | ۲۴۸  |
| ۲    | ۵         | ایتالیا | جانلوئیجی بوفون  | ۱۹۹۵     | یوونتوس   | ۵۸۹  | -    |
| ۳    | ۱۴        | ایتالیا | آلبرتو جیلاردینو | ۲۰۰۰     | پالرمو    | ۴۹۷  | ۱۸۸  |
| ۴    | ۳۹        | ایتالیا | مورگان د سانتیس  | ۱۹۹۸     | رم        | ۴۱۹  | -    |
| ۵    | ۵۹        | ایتالیا | آنتونیو کاسانو   | ۱۹۹۹     | سمپدوریا  | ۴۰۰  | ۱۱۳  |
| ۶    | ۶۲        | ایتالیا | داریو داینلی     | ۲۰۰۰     | کیه‌وو     | ۳۹۹  | ۱۱   |
| ۷    | ۶۶        | ایتالیا | ماتئو بریگی      | ۲۰۰۰     | بولونیا   | ۳۹۵  | ۲۴   |
| ۸    | ۷۳        | ایتالیا | سرجو پلیسیر      | ۲۰۰۲     | کیه‌وو     | ۳۹۱  | ۹۸   |
| ۹    | ۷۸        | ایتالیا | جیامپیرو پینزی   | ۲۰۰۰     | کیه‌وو     | ۳۸۹  | ۲۱   |
| ۱۰   | ۷۹        | ایتالیا | دنیله د روسی     | ۲۰۰۱     | رم        | ۳۸۸  | ۳۷   |

#### پیرترین بازیکنان
1. مارکو بالوتا ۴۴ سال، ۳۸ روز (آخرین بازی: ۱۱ مه ۲۰۰۸, لاتزیو)
2. فرانچسکو آنتونیولی ۴۲ سال، ۲۳۵ روز (آخرین بازی: ۶ مه ۲۰۱۲, چزنا)
3. آلبرتو فونتانا ۴۱ سال، ۲۹۷ روز (آخرین بازی: ۱۵ نوامبر ۲۰۰۸, پالرمو)
4. دینو زوف ۴۱ سال، ۷۶ روز (آخرین بازی: ۱۵ مه ۱۹۸۳, یوونتوس)
5. الساندرو کاستاکورتا ۴۱ سال، ۲۵ روز (آخرین بازی: ۱۹ مه ۲۰۰۷, میلان)
6. پیترو ویرکووود ۴۱ سال، ۱۰ روز (آخرین بازی: ۱۶ آوریل ۲۰۰۰, پیاچنزا)
7. پائولو مالدینی ۴۰ سال، ۳۳۹ روز (آخرین بازی: ۳۱ مه ۲۰۰۹, میلان)
8. خاویر زانتی ۴۰ سال، ۲۸۱ روز (آخرین بازی: ۱۸ مه ۲۰۱۴, اینتر)
9. سیلویو پیولا ۴۰ سال، ۱۵۹ روز (آخرین بازی: ۷ مارس ۱۹۵۴, نووارا)
10. انریکو آلبرتوسی ۴۰ سال، ۱۰۰ روز (آخرین بازی: ۱۰ فوریه ۱۹۸۰, میلان)
11. جان لوکا پالیوکا ۴۰ سال، ۹۲ روز (آخرین بازی: ۱۸ فوریه ۲۰۰۷, آسکولی)
12. لوکا بوچی ۴۰ سال، ۳۷ روز (آخرین بازی: ۱۹ آوریل ۲۰۰۹, ناپولی)
13. جیانلوکا برتی ۳۹ سال، ۳۳۳ روز (آخرین بازی: ۱۸ آوریل ۲۰۰۷, سمپدوریا)
14. آنتونیو کیمنتی ۳۹ سال، ۲۶۸ روز (آخرین بازی: ۲۵ مارس ۲۰۱۰, یوونتوس)
15. فرانچسکو توتی ۳۹ سال، ۲۳۰ روز (آخرین بازی: ۱۴ مه ۲۰۱۶, آ.اس. رم)
16. مائوریزیو پوگلیسی ۳۹ سال، ۱۴۰ روز (آخرین بازی: ۱۵ مه ۲۰۱۶, امپولی)
17. روبرتو سنسینی ۳۹ سال، ۱۰۲ روز (آخرین بازی: ۲۲ ژانویه ۲۰۰۶, اودینزه)
18. داوید بالری ۳۹ سال، ۳۷ روز (آخرین بازی: ۴ مه ۲۰۰۸, لیورنو)

#### جوانترین بازیکنان ایتالیایی
1. آمدئو آمادی; (رم), ۱۵ سال، ۲۸۰ روز (۲ مه ۱۹۳۷)
2. جانی ریورا; ([[آلساندریا|الساندریا]]), ۱۵ سال، ۲۸۸ روز (۲ ژوئن ۱۹۵۹)
3. آریستیده روسی; ([[کرمونزه|کرمونسه]]), ۱۵ سال، ۲۹۴ روز (۲۹ ژوئن ۱۹۳۰[۱۰])
4. جوزپه کامپیونه; (بولونیا), ۱۵ سال، ۲۹۸ روز (۲۵ ژوئن ۱۹۸۹[۱۱])
5. آندره‌آ پیرلو; (برشا) ۱۶ سال، ۲ روز (۲۱ مه ۱۹۹۵)
6. استفان الشعراوی; (جنوا) ۱۶ سال، ۵۵ روز (۲۱ دسامبر ۲۰۰۸)
7. لورنزو تاسی; (برشا) ۱۶ سال، ۹۹ روز (۲۲ مه ۲۰۱۱[۱۲])
8. استفانو اوکاکا; (رم) ۱۶ سال، ۱۳۱ روز (۱۸ دسامبر ۲۰۰۵)
9. پائولو پاپیتا; (چزنا) ۱۶ سال، ۱۳۴ روز (۲۸ ژانویه ۱۹۹۰[۱۳])
10. نیکولا ونتولا; (باری) ۱۶ سال، ۱۶۶ روز (۶ نوامبر ۱۹۹۴[۱۴])

#### جوانترین بازیکن خارجی
1. والری بوجینف; (لچه), ۱۵ سال، ۳۴۱ روز (۲۲ ژانویه ۲۰۰۲[۱۱])
2. لمپروس چوتوس; (آ. اس. رم), ۱۶ سال، ۱۳۹ روز (۲۱ آوریل ۱۹۹۶)
3. نانا ولبک; (برشا), ۱۶ سال، ۱۷۹ روز (۲۲ مه ۲۰۱۱)
4. کلیتون ماچادو دوس سانتوس; (بولونیا), ۱۶ سال، ۲۸۳ روز (۱۷ ژوئن ۲۰۰۱)
5. محمد الیو داتی; (آ.ث. میلان), ۱۶ سال، ۳۱۶ روز (۲۴ ژانویه ۱۹۹۹[۱۵])
6. فرانک اونگفیانگ; (ونزیا), ۱۶ سال، ۳۴۵ روز (۱۷ ژوئن ۲۰۰۱)
7. خوما بابکر; (فیورنتینا), ۱۶ سال، ۳۴۷ روز (۲۷ فوریه ۲۰۱۰)
8. گوران اسلاوکووسکی; (اینتر میلان), ۱۷ سال، ۲۹ روز (۷ مه ۲۰۰۶)
9. استفان آپیا; (اودینزه), ۱۷ سال، ۴۹ روز (۱۱ فوریه ۱۹۹۸)
10. ریچموند بواکی; (جنوا), ۱۷ سال، ۶۵ روز (۳ آوریل ۲۰۱۰)

### دروازه‌بان
رکورد بیشترین زمان بسته نگه‌داشتن دروازه (به دقیقه).
بازیکنان پررنگ هنوز فعال هستند.
| رتبه | ملیت    | نام             | باشگاه   | فصل     | رکورد به دقیقه |
| ---- | ------- | --------------- | -------- | ------- | -------------- |
| ۱    | ایتالیا | جانلوئیجی بوفون | یوونتوس  | ۲۰۱۵–۱۶ | ۹۷۴            |
| ۲    | ایتالیا | سباستیانو روسی  | میلان    | ۱۹۹۳–۹۴ | ۹۲۹            |
| ۳    | ایتالیا | دینو زوف        | یوونتوس  | ۱۹۷۲–۷۳ | ۹۰۳            |
| ۴    | ایتالیا | ماریو دا پوتزو  | جنوا     | ۱۹۶۳–۶۴ | ۷۹۲            |
| ۵    | ایتالیا | ایوان پلیزولی   | رم       | ۲۰۰۳–۰۴ | ۷۷۴            |
| ۶    | ایتالیا | داویده پیانتو   | آتالانتا | ۱۹۹۷–۹۸ | ۷۵۸            |
| ۷    | ایتالیا | جانلوئیجی بوفون | یوونتوس  | ۲۰۱۳–۱۴ | ۷۴۵            |
| ۷    | ایتالیا | لوکا مارکجیانی  | لاتزیو   | ۱۹۹۷–۹۸ | ۷۴۵            |
| ۹    | ایتالیا | مورگان د سانتیس | رم       | ۲۰۱۳–۱۴ | ۷۴۴            |
| ۱۰   | ایتالیا | آدریانو رجیناتو | کالیاری  | ۱۹۶۶–۶۷ | ۷۱۲            |

#### بیشترین کلین شیت
به روز شده در ۱۵ مارس ۲۰۱۶
بازیکنان پررنگ هنوز فعال هستند
جانلوئیجی بوفون, ۲۷۰

#### بیشترین کلین شیت متوالی
به روز شده در ۱۵ مارس ۲۰۱۶
بازیکنان پررنگ هنوز فعال هستند
جانلوئیجی بوفون, ۱۰

### کارت

#### بیشترین کارت قرمز
به روز شده در ۱۵ مارس ۲۰۱۶
بازیکنان پررنگ هنوز فعال هستند
پالو مونترو، ۱۶

## گلزنان برتر به تفکیک فصل
رکورد داران اصلی پر رنگ
| سال     | تعداد | بازیکن                                              |
| ------- | ----- | --------------------------------------------------- |
| ۱۹۲۳–۲۴ | ۲۲ گل | Heinrich Schönfeld (تورینو)                         |
| ۱۹۲۴–۲۵ | ۱۹ گل | Mario Magnozzi (لیوورنو)                            |
| ۱۹۲۵–۲۶ | ۳۵ گل | Ferenc Hirzer (یوونتوس)                             |
| ۱۹۲۶–۲۷ | ۲۲ گل | Anton Powolny (اینتر)                               |
| ۱۹۲۷–۲۸ | ۳۵ گل | Julio Libonatti (تورینو)                            |
| ۱۹۲۸–۲۹ | ۳۶ گل | Gino Rossetti (تورینو)                              |
| ۱۹۲۹–۳۰ | ۳۱ گل | جوزپه مئاتزا (اینتر)                                |
| ۱۹۳۰–۳۱ | ۲۹ گل | Rodolfo Volk (رم)                                   |
| ۱۹۳۱–۳۲ | ۲۵ گل | Pedro Petrone (فیورنتینا) Angelo Schiavio (بولونیا) |
| ۱۹۳۲–۳۳ | ۲۹ گل | Felice Borel (یوونتوس)                              |
| ۱۹۳۳–۳۴ | ۳۱ گل | Felice Borel (یوونتوس)                              |
| ۱۹۳۴–۳۵ | ۲۸ گل | Enrico Guaita (رم)                                  |
| ۱۹۳۵–۳۶ | ۲۵ گل | جوزپه مئاتزا (اینتر)                                |
| ۱۹۳۶–۳۷ | ۲۱ گل | سیلویو پیولا (لاتزیو)                               |
| ۱۹۳۷–۳۸ | ۲۰ گل | جوزپه مئاتزا (اینتر)                                |
| ۱۹۳۸–۳۹ | ۱۹ گل | Aldo Boffi (میلان) Ettore Puricelli (بولونیا)       |
| ۱۹۳۹–۴۰ | ۲۴ گل | Aldo Boffi (میلان)                                  |
| ۱۹۴۰–۴۱ | ۲۲ گل | Ettore Puricelli (بولونیا)                          |
| ۱۹۴۱–۴۲ | ۲۲ گل | Aldo Boffi (میلان)                                  |
| ۱۹۴۲–۴۳ | ۲۱ گل | سیلویو پیولا (لاتزیو)                               |
| ۱۹۴۵–۴۶ | ۱۳ گل | Eusebio Castigliano (تورینو)                        |
| ۱۹۴۶–۴۷ | ۲۹ گل | Valentino Mazzola (تورینو)                          |
| ۱۹۴۷–۴۸ | ۲۷ گل | جیامپیرو بونیپرتی (یوونتوس)                         |
| ۱۹۴۸–۴۹ | ۲۶ گل | Stefano Nyers (اینتر)                               |
| ۱۹۴۹–۵۰ | ۳۵ گل | گونار نوردال (میلان)                                |
| ۱۹۵۰–۵۱ | ۳۴ گل | گونار نوردال (میلان)                                |
| ۱۹۵۱–۵۲ | ۳۰ گل | John Hansen (یوونتوس)                               |
| ۱۹۵۲–۵۳ | ۲۶ گل | گونار نوردال (میلان)                                |
| ۱۹۵۳–۵۴ | ۲۳ گل | گونار نوردال (میلان)                                |
| ۱۹۵۴–۵۵ | ۲۶ گل | گونار نوردال (میلان)                                |
| ۱۹۵۵–۵۶ | ۲۹ گل | Gino Pivatelli (بولونیا)                            |
| ۱۹۵۶–۵۷ | ۲۲ گل | Dino Da Costa (رم)                                  |
| ۱۹۵۷–۵۸ | ۲۸ گل | John Charles (یوونتوس)                              |
| ۱۹۵۸–۵۹ | ۳۳ گل | Antonio Angelillo (اینتر)                           |
| ۱۹۵۹–۶۰ | ۲۸ گل | عمر سیووری (یوونتوس)                                |
| ۱۹۶۰–۶۱ | ۲۷ گل | Sergio Brighenti (سمپدوریا)                         |
| ۱۹۶۱–۶۲ | ۲۲ گل | خوزه آلتافینی (میلان) Aurelio میلانi (فیورنتینا)    |
| ۱۹۶۲–۶۳ | ۱۹ گل | Harald Nielsen (بولونیا) Pedro Manfredini (رم)      |
| ۱۹۶۳–۶۴ | ۲۱ گل | Harald Nielsen (بولونیا)                            |
| ۱۹۶۴–۶۵ | ۱۷ گل | Alberto Orlando (فیورنتینا) Sandro Mazzola (اینتر)  |
| ۱۹۶۵–۶۶ | ۲۵ گل | لوئیز وینیسیو (ویچنزا)                              |
| ۱۹۶۶–۶۷ | ۱۸ گل | لوئیجی ریوا (کالیاری)                               |
| ۱۹۶۷–۶۸ | ۱۵ گل | Pierino Prati (میلان)                               |
| ۱۹۶۸–۶۹ | ۲۱ گل | لوئیجی ریوا (کالیاری)                               |
| ۱۹۶۹–۷۰ | ۲۱ گل | لوئیجی ریوا (کالیاری)                               |

| سال     | تعداد | بازیکن                                                          |
| ------- | ----- | --------------------------------------------------------------- |
| ۱۹۷۰–۷۱ | ۲۴ گل | روبرتو بونینسنیا (اینتر)                                        |
| ۱۹۷۱–۷۲ | ۲۲ گل | روبرتو بونینسنیا (اینتر)                                        |
| ۱۹۷۲–۷۳ | ۱۷ گل | پاولو پولیچ (تورینو) جانی ریورا (میلان) جوسپه ساوولدی (بولونیا) |
| ۱۹۷۳–۷۴ | ۲۴ گل | Giorgio Chinaglia (لاتزیو)                                      |
| ۱۹۷۴–۷۵ | ۱۸ گل | پاولو پولیچ (تورینو)                                            |
| ۱۹۷۵–۷۶ | ۲۱ گل | پاولو پولیچ (تورینو)                                            |
| ۱۹۷۶–۷۷ | ۲۱ گل | Francesco Graziani (تورینو)                                     |
| ۱۹۷۷–۷۸ | ۲۴ گل | پائولو روسی (ویچنزا)                                            |
| ۱۹۷۸–۷۹ | ۱۹ گل | Bruno Giordano (لاتزیو)                                         |
| ۱۹۷۹–۸۰ | ۱۶ گل | روبرتو بتگا (یوونتوس)                                           |
| ۱۹۸۰–۸۱ | ۱۸ گل | Roberto Pruzzo (رم)                                             |
| ۱۹۸۱–۸۲ | ۱۵ گل | Roberto Pruzzo (رم)                                             |
| ۱۹۸۲–۸۳ | ۱۶ گل | میشل پلاتینی (یوونتوس)                                          |
| ۱۹۸۳–۸۴ | ۲۰ گل | میشل پلاتینی (یوونتوس)                                          |
| ۱۹۸۴–۸۵ | ۱۸ گل | میشل پلاتینی (یوونتوس)                                          |
| ۱۹۸۵–۸۶ | ۱۹ گل | Roberto Pruzzo (رم)                                             |
| ۱۹۸۶–۸۷ | ۱۷ گل | Pietro Paolo Virdis (میلان)                                     |
| ۱۹۸۷–۸۸ | ۱۵ گل | دیگو مارادونا (ناپولی)                                          |
| ۱۹۸۸–۸۹ | ۲۲ گل | Aldo Serena (اینتر)                                             |
| ۱۹۸۹–۹۰ | ۱۹ گل | Marco van Basten (میلان)                                        |
| ۱۹۹۰–۹۱ | ۱۹ گل | Gianluca Vialli (سمپدوریا)                                      |
| ۱۹۹۱–۹۲ | ۲۵ گل | Marco van Basten (میلان)                                        |
| ۱۹۹۲–۹۳ | ۲۶ گل | جوزپه سینیوری (لاتزیو)                                          |
| ۱۹۹۳–۹۴ | ۲۳ گل | جوزپه سینیوری (لاتزیو)                                          |
| ۱۹۹۴–۹۵ | ۲۶ گل | گابریل باتیستوتا (فیورنتینا)                                    |
| ۱۹۹۵–۹۶ | ۲۴ گل | جوزپه سینیوری (لاتزیو) Igor Protti (Bari)                       |
| ۱۹۹۶–۹۷ | ۲۴ گل | فیلیپو اینزاگی (آتالانتا)                                       |
| ۱۹۹۷–۹۸ | ۲۷ گل | Oliver Bierhoff (اودینزه)                                       |
| ۱۹۹۸–۹۹ | ۲۲ گل | Márcio Amoroso (اودینزه)                                        |
| ۱۹۹۹–۰۰ | ۲۴ گل | Andriy Shevchenko (میلان)                                       |
| ۲۰۰۰–۰۱ | ۲۶ گل | هرنان کرسپو (لاتزیو)                                            |
| ۲۰۰۱–۰۲ | ۲۴ گل | داوید ترزگه (یوونتوس) Dario Hübner (پیاچنزا)                    |
| ۲۰۰۲–۰۳ | ۲۴ گل | کریستین ویری (اینتر)                                            |
| ۲۰۰۳–۰۴ | ۲۴ گل | آندری شوچنکو (میلان)                                            |
| ۲۰۰۴–۰۵ | ۲۴ گل | کریستیانو لوکارلی (لیوورنو)                                     |
| ۲۰۰۵–۰۶ | ۳۱ گل | لوکا تونی (فیورنتینا)                                           |
| ۲۰۰۶–۰۷ | ۲۶ گل | فرانچسکو توتی (رم)                                              |
| ۲۰۰۷–۰۸ | ۲۱ گل | آلساندرو دل‌پیرو (یوونتوس)                                       |
| ۲۰۰۸–۰۹ | ۲۵ گل | زلاتان ابراهیموویچ (اینتر)                                      |
| ۲۰۰۹–۱۰ | ۲۹ گل | آنتونیو دی ناتاله (اودینزه)                                     |
| ۲۰۱۰–۱۱ | ۲۸ گل | آنتونیو دی ناتاله (اودینزه)                                     |
| ۲۰۱۱–۱۲ | ۲۸ گل | زلاتان ابراهیموویچ (میلان)                                      |
| ۲۰۱۲–۱۳ | ۲۹ گل | ادینسون کاوانی (ناپولی)                                         |
| ۲۰۱۳–۱۴ | ۲۲ گل | چیرو ایموبیله (تورینو)                                          |
| ۲۰۱۴–۱۵ | ۲۲ گل | مائورو ایکاردی (اینتر) لوکا تونی (ورونا)                        |
| ۲۰۱۵–۱۶ | ۳۶ گل | گونزالو هیگواین (ناپولی)                                        |

- رقم قبل از سال ۱۹۹۷ از RSSSF.com
- رقم پس از سال ۱۹۹۷ از lega-calcio